# Фернанду да Пиедаде Диаш душ Сантуш
Фернанду да Пиедаде Диаш душ Сантуш (на португалски: Fernando da Piedade Dias dos Santos) е министър-председател на Ангола от 6 декември 2002 г.
Преди това е заемал поста министър на вътрешните работи. Член е на партията Народно движение за освобождение на Ангола - Партия на труда от 1971 г.
| Герб на Ангола | Министър-председатели на Ангола |
| Герб на Ангола | Лопу Фортунату Ферейра ду Нашсименту \| Фернанду Жузе ди Франса Диаш Ван-Дунем \| Маркулино Моку \| Фернанду Жозе де Франса Диаш Ван-Дунем \| Фернанду да Пиедаде Диаш душ Сантуш \| Пауло Касома |